# Antônio Carlos Ribeiro de Andrada Machado e Silva
Pour les articles homonymes, voir António Ribeiro (homonymie), Ribeiro, Andrada, Machado et Antonio Silva.
Antônio Carlos Ribeiro de Andrada Machado e Silva est né à Santos, au Brésil, le 1er novembre 1773 et décédé dans cette même ville le 5 décembre 1845. Frère de José Bonifácio de Andrada e Silva et de Martim Francisco Ribeiro de Andrada, c'est un homme politique brésilien. 

## Biographie
Après des études à l'université de Coimbra, il revient au Brésil, où il devient magistrat (ouvidor). Il participe alors à la révolution pernamboucaine, ce qui lui vaut quatre années de prison.
Libéré, il est élu député aux Cortes portugaises de 1820, où il défend l'autonomie brésilienne contre ses collègues. De retour au Brésil après la proclamation d'indépendance, il devient député de l'Assemblée constituante brésilienne de 1823. Son attitude par trop nationaliste lui vaut alors d'être écarté par l'empereur Pierre Ier qui l'exile avec ses frères.
Revenu au Brésil en 1828, il rejoint le parti restaurateur en 1831 et repart en Europe l'année suivante pour convaincre l'empereur Pierre Ier de rentrer au Brésil.
Il est élu député de 1838 à 1842 et devient Premier ministre de l'empire du Brésil en 1840.